# Eventyrland
Eventyrland (Nederlands: Sprookjesland) is een suite gecomponeerd door Alf Hurum. Hurum gaf het werk in 1920 in eigen beheer uit, maar kreeg geen goede kritieken. Met zijn sprookjesmuziek keerde Hurum terug naar het impressionisme en daar zat muzikaal Noorwegen niet op te wachten. De voorkeur ging toen uit naar Noorse volksmuziek, meer op Duitse leest geschoeid. Het werk is opgedragen aan de pianiste Mary Barratt Due (handgeschreven).
Het werk werd in 1920/1921 door de componist georkestreerd en daarbij in een andere volgorde gezet. Johan Halvorsen nam het vervolgens mee naar Helsinki en speelde het aldaar op 25 mei 1921. De Noorse première vond waarschijnlijk plaats in Bergen. Hurum leidde het Bergen filharmoniske orkester zelf op 29 september 1921. Collega-componist Johannes Haarklou was er niet enthousiast over, aldus zijn recensie in de krant de volgende ochtend. 
De delen voor piano:
- I den forheksede have (In de betoverde tuin) in moderato
- Prinsessen leker med guldæblerne (De prinses speelt met de gouden appels) in allegro moderato e grazioso
- De tre trold (De drie trollen) in allegro moderato
- Det sner og det sner (Het sneeuwt en het sneeuwt) in moderato
- Tusselag (Gnomenpartij) in allegro moderato, deels in 7/4-maat
- Nordlysdøtrene (De dochter van het noorderlicht) in moderato molto